# V366 Близнецов
V366 Близнецов (лат. V366 Geminorum) — одиночная переменная звезда в созвездии Близнецов на расстоянии (вычисленном из значения параллакса) приблизительно 11 004 световых лет (около 3 374 парсек) от Солнца. Видимая звёздная величина звезды — от +13,2m до +11,3m.

## Характеристики
V366 Близнецов — красная углеродная пульсирующая полуправильная переменная звезда (SR:) спектрального класса C(N). Эффективная температура — около 3297 К.